# Onychoprion lunatus
La sterna dagli occhiali (Onychoprion lunatus, Peale, 1848), è un uccello della sottofamiglia Sterninae nella famiglia Laridae.

## Sistematica
Onychoprion lunatus non possiede sottospecie, è monotipica.

## Distribuzione e habitat
Questa sterna vive in Indonesia e su varie isole dell'Oceania, escluse Australia e Nuova Zelanda. È saltuaria in Giappone, Cile e poche altre isole dell'Oceano Pacifico (Isole Marshall, Tuvalu e Samoa).

## Galleria d'immagini

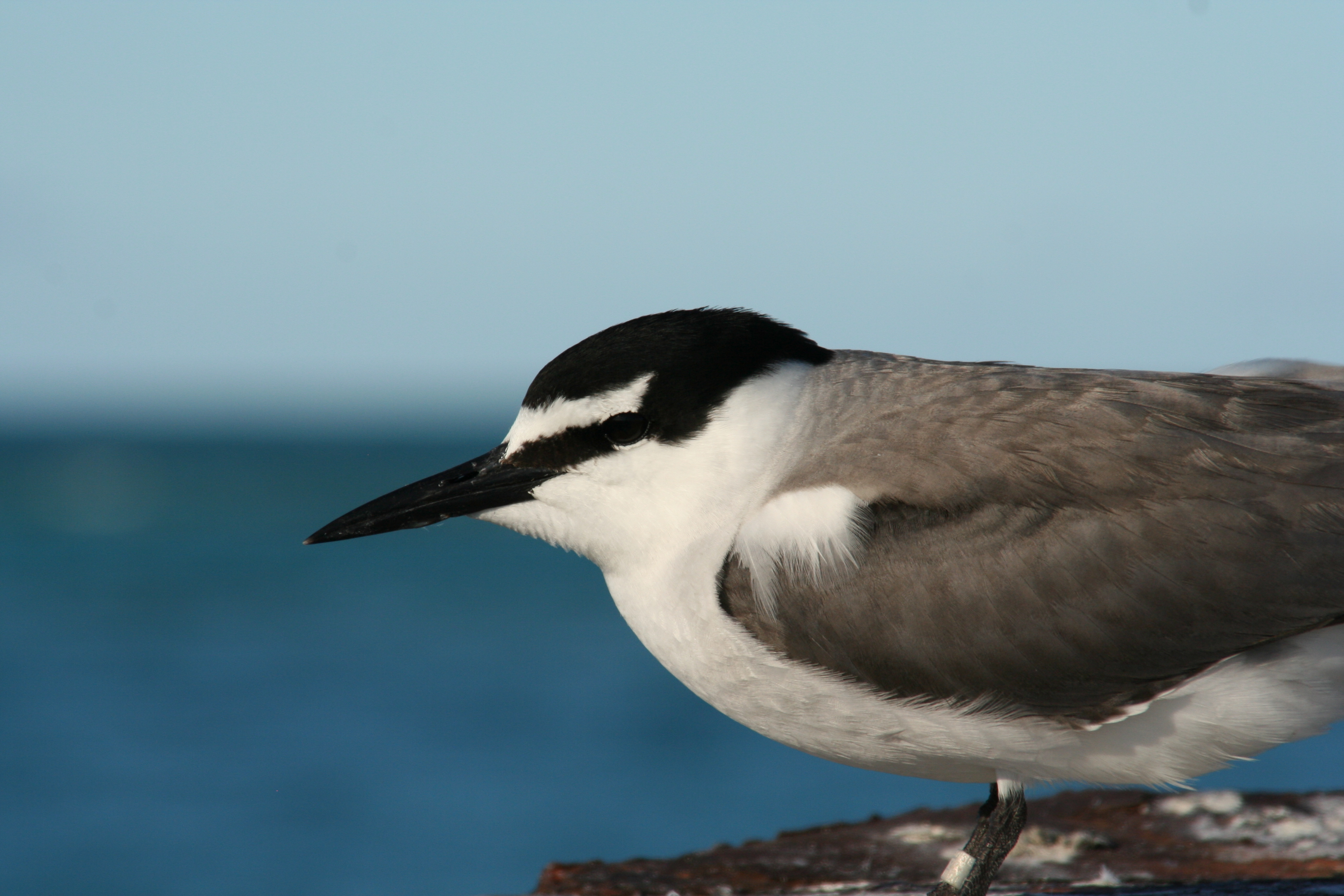
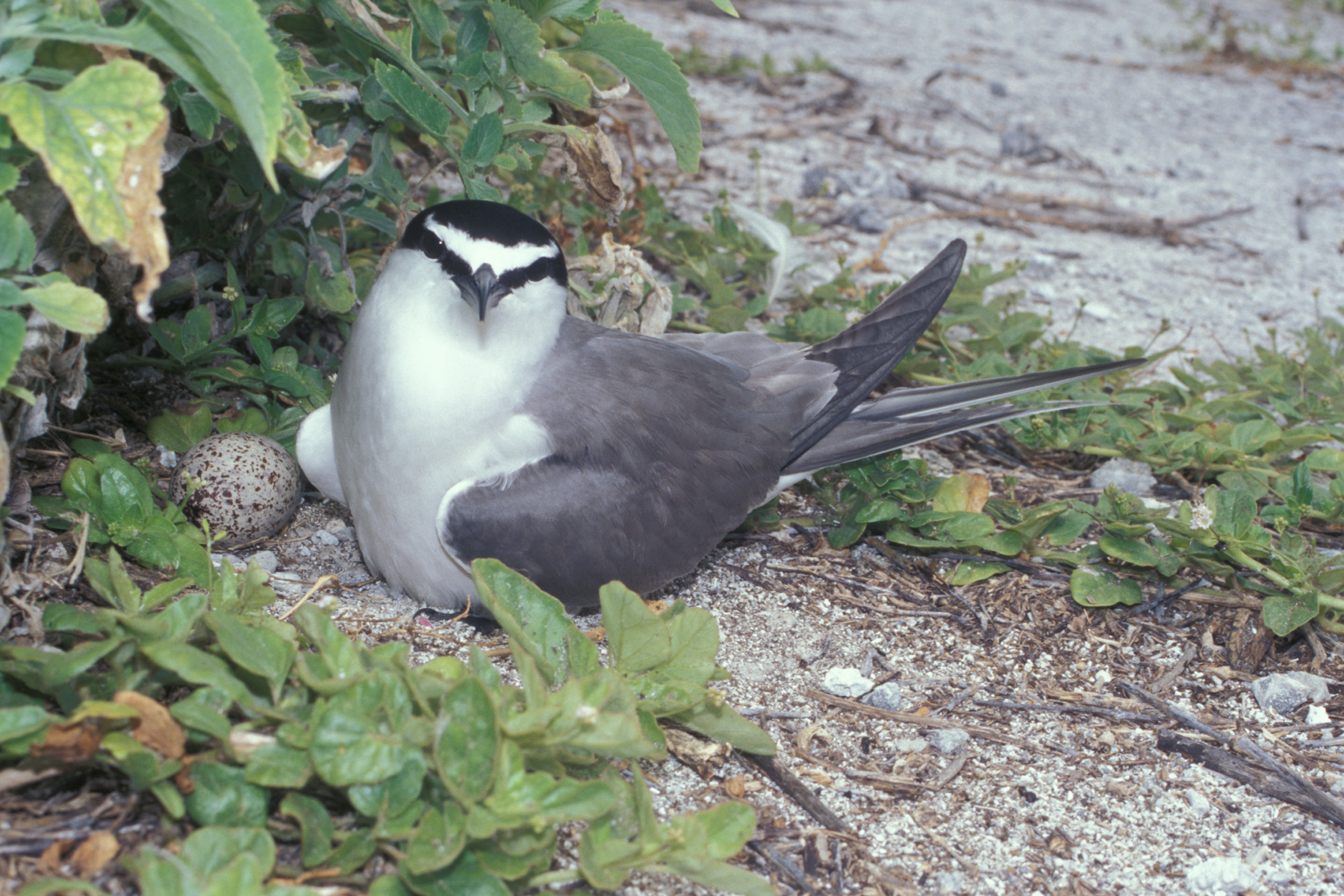
Sterna dagli occhiali sul nido
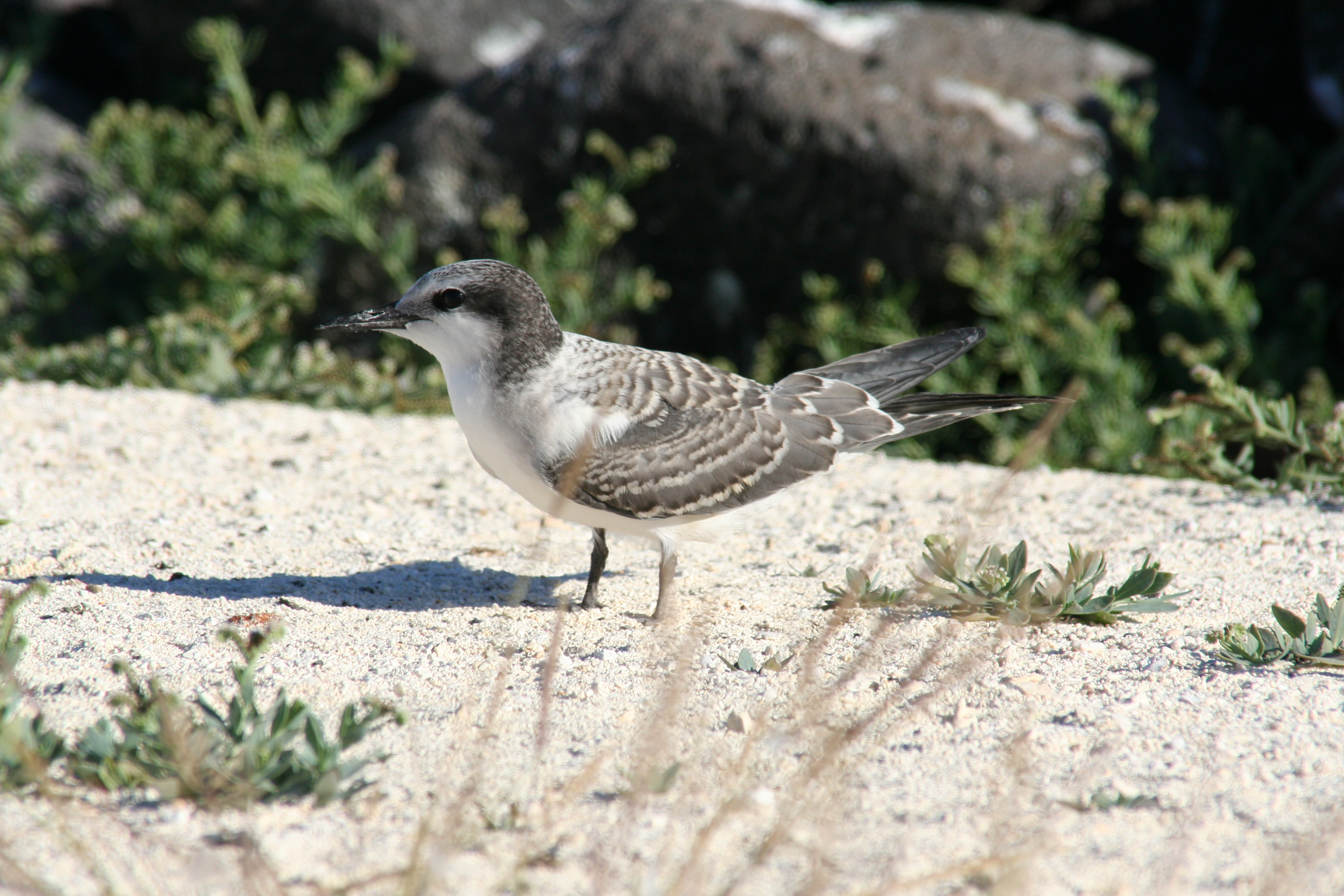
Pulcino di Sterna dagli occhiali